# أنطونيو رودريغيز دوفالي
أنطونيو رودريغيز دوفالي (بالإسبانية: Antonio Rodríguez Dovale) (مواليد 4 أبريل 1990 - لا كورونيا ، إسبانيا) لاعب كرة قدم إسباني ، يلعب في مراكز الجناحين الأيمن والأيسر وخط الوسط الهجومي ، ويلعب حاليًا لنادي ليغانيس الإسباني.

## روابط خارجية
- أنطونيو رودريغيز دوفالي على موقع الدوري الأمريكي (الإنجليزية)
- أنطونيو رودريغيز دوفالي على موقع قاعدة بيانات كرة القدم.إي يو (الإنجليزية)
- أنطونيو رودريغيز دوفالي على موقع Soccerbase.com (لاعب) (الإنجليزية)
- أنطونيو رودريغيز دوفالي على موقع Soccerway.com (الإنجليزية)
- أنطونيو رودريغيز دوفالي على موقع عالم كرة القدم.نت (الإنجليزية)
- أنطونيو رودريغيز دوفالي على موقع AS.com (الإسبانية)